# In Your Eyes (chanson de Peter Gabriel)
Pour les articles homonymes, voir In Your Eyes.
Singles de Peter Gabriel
Don't Give Up
(1986) Big Time
(1986)
In Your Eyes est une chanson de Peter Gabriel sortie sur l'album So en 1986.
Elle est sortie aux États-Unis en tant que troisième single de l'album, et a atteint la première place au classement au Billboard Mainstream Rock le 13 septembre 1986. La chanson a été certifiée disque d'or par la Recording Industry Association of America en 2005. La version originelle figure sur la bande originale du film Un monde pour nous (1989) et sera incluse, dans sa version modifiée pour le film, sur l'album compilation Rated PG sorti en avril 2019. La version du disque est aussi entendue dans le film Deadpool 2 (2018) et sa bande-son.

## Musiciens
- Peter Gabriel : chant, Fairlight CMI, piano, synthétiseur
- Manu Katché : drums, percussions
- Jerry Marotta : batterie additionnelle
- Larry Klein (en) : basse
- Tony Levin : basse
- David Rhodes : guitares, chœurs
- Richard Tee : piano
- Youssou N'Dour : chant
- Jim Kerr : chant
- Michael Been : chant
- Ronnie Bright : chant